# Schottische Rugby-League-Nationalmannschaft
Die schottische Rugby-League-Nationalmannschaft vertritt Schottland auf internationaler Ebene in der Sportart Rugby League. Über viele Jahrzehnte traten schottische Spieler ausschließlich für die britische Rugby-League-Nationalmannschaft an. Seit 1995 stellen die Landesteile des Vereinigten Königreichs (England, Wales und Schottland) jedoch zu allen bedeutenden Turnieren ihre eigenen Auswahlmannschaften. Das schottische Team ist auch unter dem Spitznamen „The Bravehearts“ bekannt.

## Geschichte
Am 13. August 1995 absolvierte die schottische Rugby-League-Nationalmannschaft ihr erstes Länderspiel und unterlag dabei Irland in Dublin mit 22:26. Zur Weltmeisterschaft 1995 wurden die Bravehearts noch nicht eingeladen. Bei ihrer WM-Premiere fünf Jahre später schied das Team nach drei Niederlagen in drei Vorrundenspielen chancenlos aus. 2008 gelang zwar ein Vorrundensieg gegen Fidschi, doch abermals war die Gruppenphase Endstation für die Schotten. 2013 zeigten sich die Bravehearts stark verbessert und zogen ins Viertelfinale ein, wo sie jedoch Neuseeland deutlich unterlagen. Den positiven Trend bestätigte Schottland 2014, als mit dem ersten Gewinn des Rugby League European Cup der größte Erfolg der noch jungen Teamgeschichte gelang. 2016 nahm Schottland erstmals am prestigeträchtigen Turnier Four Nations teil, wo den Bravehearts in Workington ein beachtliches 18:18-Unentschieden gegen die hoch favorisierten Neuseeländer gelang.